# Acraea trimeni
Acraea trimeni är en fjärilsart som beskrevs av Aurivillius 1898. Acraea trimeni ingår i släktet Acraea och familjen praktfjärilar. Inga underarter finns listade i Catalogue of Life.